# Струве Аманд Єгорович
Ама́нд Єго́рович Стру́ве (рос. Аманд Егорович Струве; 30 травня 1835 — 12 вересня 1898) — російський військовий інженер німецького походження. Народився у Санкт-Петербурзі, Російська імперія. Походив із німецького шляхетного роду Струве. Випускник Миколаївської інженерної академії. Інженер-генерал-лейтенант (1896). Сприяв розвитку інфраструктури міст імперії. Перетворив Київ із ранньомодерного урбаністичного центру на новітнє місто: спроектував і побудував залізничний міст через Дніпро, централізований водогін, вуличне освітлення, кінну залізницю і київський трамвай (перший в Російській імперії). Кавалер орденів святої Анни (1872), Володимира (1878), Станіслава (1886). Помер під Коломною. Похований у Санкт-Петербурзі. На його честь названа київська вулиця Аманда Струве.

## Біографія
Народився в німецькій дворянській родині. Його предки переїхали до Росії у XVII столітті. Представники цього роду служили дипломатами, інженерами, державними діячами, військовими, були процвітаючими підприємцями та видатними вченими. Досить згадати Василя Яковича Струве (1793—1864) — знаменитого астронома та геодезиста, одного з засновників Пулковської обсерваторії.
Закінчивши Головне артилерійське училище, вступає на дійсну військову службу. Та військова кар’єра його не приваблює, і він продовжує навчання у Миколаївському інженерному училищі й академії, удосконалює свої знання за кордоном. І у віці 22 роки вступає на службу до відомства шляхів сполучення.

### Робота
Спроєктував та побудував у Києві:
- залізничний міст через Дніпро (1870 р., зараз не існує, на його місці — Дарницький міст).
- централізований водогін
- кінну залізницю
- першу у Російській імперії лінію електричного трамваю — київський трамвай (2 травня 1892 р.)
- вуличне освітлення

#### Київський залізничний міст
1867 року А.Струве — інженер-капітан при Київському окрузі шляхів сполучення. Першим його проектом у Києві було будівництво залізничного моста через Дніпро, який з’єднував Київ із північно-східними губерніями Росії. Міст було закладено в березні 1868 року. Він мав 12 прольотів по 89 метрів кожен, загальна довжина становила 1068 метрів. На той час за довжиною міст був третім у Росії і лише трохи поступався своїм «родичам» — Сизранському та Катеринославському. Вперше в Росії тут було застосовано прогресивний метод будівництва — кесонний. Він полягав у тому, що на місці будівництва мостової опори у воду опускалася дерев’яна, обтягнута брезентом, конструкція-кесон, із неї стиснутим повітрям витіснялася вода, і всередині камери розроблявся донний грунт, закладався фундамент опори, а потім споруджувалася й сама опора.
17 лютого 1870 року перший потяг через новий міст прибув на Київський вокзал. За цей витвір інженерного мистецтва інженеру-капітану Струве було пожалувано чин полковника.
Громадянська війна й інтервенція завдали величезної шкоди господарству Києва. У червні 1920 року, відступаючи з міста, білополяки підірвали міст. Але кияни відбудували його, і вже 10 вересня 1920 року через Дніпро пішли перші ешелони. Однак у вересні 1941 року, залишаючи Київ, червоноармійці його підірвали, як написав О.Анісімов, — «на прощання». Після Другої світової війни міст не відновлювали, а 1952 року побудували новий.

#### Водопровід
Місто Київ було одним із перших у Російській імперії, де проклали централізований водогін. Але «цивілізація» на берегах Дніпра зароджувалася не на порожньому місці. Перше документальне свідчення про підведення води до Братського монастиря на Подолі датоване 1636 роком. Приблизно тоді ж джерельну воду, що надходила дерев’яними трубами з-під гори Зітхальниці, пили ченці Домініканського конвенту. Наприкінці XVII століття на Подолі навпроти ратуші містився великий «фонтанальний колодязь», із якого дерев’яними трубами вода надходила і в окремі садиби.
До середини XVIII століття джерела біля підніжжя київських гір висохли, дерев’яні труби прогнили, і магістрат змушений був реконструювати систему міського водопостачання. За проектом І.Григоровича-Барського, 1749 року від Сирецьких ставків до Подолу було прокладено новий водогін. Він також побудував колодязь-розподільник (фонтан «Феліціан», або ж «Самсон») на Ратушній площі. До речі, цей знаменитий фонтан, із якого аж по 30-ті роки ХХ століття могли пити кришталево чисту воду всі охочі, за радянських часів було зруйновано, і лише до 1500-річчя Києва відбудовано заново. Але через те, що в новому фонтані використано замкнутий цикл подачі води (вона циркулює з резервуара, практично не оновлюючись), воду з нього пити не рекомендується.
1857 року інженер Савін для потреб кадетів Київського військового училища спорудив водогін із двома паровими машинами й насосом. Однак централізованого водопроводу не було. Місто інтенсивно забудовувалося багатоповерховими будинками, носити воду вручну на горішні поверхи ставало дедалі важче. 1865 року в Київському відомстві шляхів сполучення розробляється проект водогону вартістю півмільйона рублів. Через брак коштів міська влада запропонувала концесію терміном на 50 років. Її очолив А.Струве. Він висловив готовність створити свою акціонерну компанію і запропонував Думі такі умови: «Відведення місця від міста для будівництва водопідйомного закладу та надання у 60-річне користування водопроводами... Громада бажає одержати за бочку води 9 коп., за відро — 1/4 коп., за водопій худоби — 1 коп. із голови. На 100 сажнів водопровідних труб буде влаштовано кран для одержання води під час пожежі, крім того, 4 басейни з фонтанами, з яких користування водою відрами для власного споживання — безплатне. Пан Струве вважає, що для населення Києва на добу вистачить 175 тисяч відер води». 9 липня 1870 року між міською Думою і Струве був підписаний договір.
Урочисте закладення споруд майбутньої водогінної мережі відбулося 22 травня 1871 року в Міському саду. Було побудовано три водонапірні вежі: дві в Міському саду (нині там музей води комунального підприємства «Водо-інформаційний центр») і одна на Володимирській гірці. За проектом архітектора А.Шілле споруджено машинні станції. Біля міських купалень пробурили чотири артезіанські свердловини, проклали 24 км водопровідних труб.
1 березня 1872 року водопровідною магістраллю ринула вода. Одним із перших об’єктів, який було підключено до централізованого водогону, був Маріїнський палац. Вода з Дніпра подавалася на Хрещатик, Велику Васильківську, Олександрівську вулиці, Бібіківський бульвар. До 1874 року в Києві налічувалося вже 147 садиб із водопроводами, 1304 з колодязями, 78 користувалися відкритими водоймами, зовсім без води залишалися 3845 садиб.
1890 року довжина водопроводу сягала вже 60 кілометрів, вода подавалася до двох тисяч садиб. На початку ХХ століття у Києві спалахнула епідемія холери. Це змусило владу перевести місто на артезіанське водопостачання. У квартири киян аж до 1939 року надходила питна вода відмінної якості.
Водопровідна концесія проіснувала до 1914 року, потім влада викупила водоканал.

#### Міське освітлення
Із настанням ночі вулиці Києва на початку ХІХ століття поринали в пітьму. Вуличного освітлення не було. Нечисленні перехожі освітлювали шлях переносними олійними ліхтарями. У Парижі, наприклад, перші ліхтарні стовпи з’явилися ще 1667 року.
Лише 1781 року до приїзду цесаревича Павла Петровича магістрат зобов’язав кожного власника садиби на Подолі встановити біля воріт по два ліхтарних стовпи. Але невідомо, чи довго ці ліхтарі освітлювали вулиці, оскільки лампи заправлялися світильним спиртом (суміш винного спирту зі скипидаром), що для городян було дуже дорогим задоволенням. У січні 1871 року реєструється Товариство газоосвітлення, яке створив і очолив А.Є.Струве. Міська дума уклала з Товариством контракт на установку вуличних газових ліхтарів. Струве зобов’язався у стислі терміни побудувати два заводи з виробництва газу і встановити на вулицях 1500 газових світильників.
6 вересня 1872 року на Хрещатику в присутності офіційних осіб відбулося пробне включення освітлення, а 2 листопада на 70 ліхтарях спалахнули перші «газові» вогні. З епохою газу пов’язана і перша енергетична криза. Під час Російсько-турецької війни поїзди використовувалися для потреб фронту. Поставки нафти для газових заводів різко скоротилися, вуличні ліхтарі згаснули, кияни на собі відчули всю уразливість сучасної цивілізації.
Газ було підведено і до пам’ятника св. Володимира. З настанням темряви на хресті запалювалися газові лампи. Хрест, що палав над містом, виднівся за багато верст. Він слугував маяком для мандрівників.
Протягом багатьох років газовому освітленню альтернативи не було. Та прогрес невблаганно рухався вперед. Конкурент газового ріжка — лампочка розжарювання — з’явилася 1880 року. 23 травня 1890 року Дума з компанією «Савицький і Страус» підписала контракт на електрифікацію Києва. Було побудовано дві перші електростанції: на Театральній площі для освітлення Міського театру та на Думській площі. 8 березня 1892 року 14 дугових електричних світильників спалахнули на Хрещатику. Вони горіли до півночі, а потім до ранку світилися газові ріжки. Через кілька десятиліть електричне освітлення витіснило газ усюди. Однак саме електрика допомогла інженерові А.Струве запровадити в Києві ще одне нововведення, про яке йтиметься далі.
Аманд Єгорович Струве, виїхавши з Києва, продовжував будувати мости: Кременчуцький, Сизранський через Волгу, Литейний у Санкт-Петербурзі. Будує станції, полустанки, тунелі, віадуки на Лозово-Севастопольській залізниці. За багаторічну, плідну й успішну працю А.Струве було присвоєно чин генерал-майора (1879).
1882 року смерть старшого брата Густава змусила Аманда Єгоровича перервати будівництво мостів і прийняти керівництво Коломенським машинобудівним заводом.

#### Трамвай
Проблеми громадського міського транспорту турбували київську владу давно. У місті з двомастами тисячами населення в середині ХІХ століття основним засобом пересування був омнібус. «Незграбні та громіздкі, запряжені хирлявими конями, вони вміщують до двадцяти пасажирів і рухаються повільно, часто зупиняючись, аби прийняти чи випустити людей», — так сучасник описував омнібус.
1886 року Дума оголосила конкурс на кращий проект облаштування в Києві міської залізниці. Переміг військовий інженер, генерал А.Струве. Відповідно до підписаного 7 липня 1889 року з Думою договору, він міг побудувати 24 версти залізничних колій, експлуатувати їх 45 років, віддаючи місту частину своїх доходів, і 1 листопада 1934 року безоплатно передати підприємство місту. Заповзятливості та передбачливості Аманда Єгоровича можна тільки дивуватися. Він не лише випробував на київських вулицях усі види громадського транспорту, що існували на той час (конку, локомобіль, електричний трамвай), а й поставляв для них вагони та рейки, виготовлені на Коломенському машинобудівному заводі і залізопрокатному заводі в Кулеб’яках Нижегородської губернії, які йому належали. Будував депо, станції, поїлки для коней тощо.
Будівництво залізниці розпочали в червні 1891 року, а 20 липня перші вагончики на кінній тязі заколесили вулицями Києва. Рух конки відкрився на двох лініях завдовжки 13 верст — від Жандармської вулиці (Саксаганського) до Деміївки, а трохи згодом — до Царської (Європейської) площі. Однак за кілька місяців експлуатації конки з’ясувалося, що через складний міський рельєф використання кінної тяги нерентабельне.
Сьогодні здається, що Струве був заздалегідь відомий хід розвитку подій. Адже недаремно ще в часи конки він припас сім локомобілів — трамваїв на паровій тязі (теж побудованих на Коломенському заводі). Перша проба парового трамвая відбулася 7 лютого 1892 року. Незабаром, окрім конки, Хрещатиком і Великою Васильківською почали курсувати локомобілі. Кияни нововведення сприйняли з великим ентузіазмом. Але захоплювалися передчасно. Гористий рельєф Києва був важким не лише для коней, а й для локомобіля.
Під час будівництва депо кінної залізниці на Васильківській вулиці та Куренівці він заздалегідь передбачив обслуговування вагонів із електричною тягою. Керуючись розробками військового інженера Ф.Піроцького, що стосувалися передачі електрики рейками, акціонерне товариство «Київські міські залізниці», яким керував той-таки Струве, вирішує спорудити трамвайну лінію з електричною тягою. Пробна поїздка відбулася 8 травня 1892 року на одному з найкрутіших схилів Києва — Олександрівському узвозі. 1 червня (13 червня за новим стилем) 1892 року, у присутності сотень городян, від Царської площі до Олександрівської (Поштової) проїхав перший у імперії електричний трамвай. Шлях був одноколійним (із роз’їздом на Олександрівському узвозі), завдовжки 1,5 км. Маршрутом ходило два вагони місткістю 40 пасажирів. 1893 року в місті діяло вже дві трамвайні лінії загальною довжиною 150 верст (1 верста = 1066,8 м). Трамвайне сполучення пов’язало з центром приміські райони (Святошин, Деміївка, Пуща-Водиця). Кияни пишалися своїм трамваєм. Йому відводилася помітна роль у багатьох торжествах. Досить зазначити, що на відкриття Всеросійської сільськогосподарської і промислової виставки 1897 року київський митрополит Іоникій (Руднєв) приїхав трамваєм.

### Останні роки життя
Решту свого життя А.Є.Струве повністю присвятив Коломенському машинобудівному заводу. Чудово розуміючи, що добробут робітників тісно пов’язаний із благополуччям підприємства, він дуже багато уваги приділяв розвитку соціальної сфери: організував товариство споживачів, каси взаємодопомоги, будував житло для робітників, їдальні, школи, читальні й лікарні, скорочував тривалість робочого дня.
Помер 12 вересня 1898 від хвороби печінки у своєму маєтку Аннине поблизу Коломни. Похований у Санкт-Петербурзі на лютеранському Волковому цвинтарі.

## Вшанування пам'яті
У Києві існує вулиця Аманда Струве.

## Нагороди
- Орден святої Анни 2 ступеня (1872)
- Орден святого Володимира 3 ступеня (1878)
- Орден святого Станіслава 1 ступеня (1886)